# 프억롱현
프억롱현(베트남어: Huyện Phước Long / 縣福隆)은 베트남 메콩강 삼각주 박리에우성의 현이다.

## 행정 구역
프억롱현은 1개의 시진과 7개의 사를 관할하고 있다.

### 시진
- 프억롱 시진 (Thị trấn Phước Long, 福隆市鎭)

### 사
- 흥푸 사 (Xã Hưng Phú, 興富社)
- 타인떠이 A 사 (Xã Phong Thạnh Tây A, 豊盛西A社)
- 퐁타인떠이 B 사 (Xã Phong Thạnh Tây B, 豊盛西B社)
- 프억롱 사 (Xã Phước Long, 福隆社)
- 푸동 사 (Xã Vĩnh Phú Đông, 永富東社)
- 푸떠이 사 (Xã Vĩnh Phú Tây, 永富西社)
- 빈타인 사 (Xã Vĩnh Thanh, 永淸社)